# Eva Fryxell
Eva Andreetta Fryxell, född 15 januari 1829 i Stockholm, död 31 mars 1920 i Stockholm, var en svensk författare och amatörkonstnär. Hon var dotter till Anders Fryxell.

## Biografi
Fryxell var sekreterare i styrelsen för Stockholms läsesalong 1871–1890 och stiftare av föreningen Adresskontor för arbeterskor och arbetsgivare 1880. Hon var verksam mot människohandel som medlem i Vaksamhet mot vit slavhandel.
Hon skrev under pseudonymerna "Edmund Gammal", "F. A. Ek", "Per Trygg" och "Teodor Frid" i olika tidskrifter en mängd uppsatser i sociala ämnen, däribland Kvinnofrågan (1880), Omstörtning och utveckling (1886), Apologi för vår tids opportunitetsbetraktelser (1891), Kvinnliga författartyper på 1880-talet (1893), Fosterländska röster, liksom en del artiklar i nykterhetsfrågan. Hon utgav faderns "Bidrag till Sveriges historia efter 1772" (1882) samt "Min historias historia" (1884).
Vid sidan av sitt författarskap var hon även verksam som amatörkonstnär. Hennes oljemålning från 1852 föreställande salongen i Sunne prästgård ingår i Mårbackas samling.

### Redaktör
- Fryxell, Anders (1882). Bidrag till Sveriges historia efter 1772 : uppsatser, berättelser och minnen. Stockholm: Hierta. Libris 22548527. https://runeberg.org/afbtsvhi/
- Fryxell, Anders (1884). Min historias historia : autobiografisk uppsats / försedd med upplysningar och utgifven af E. A. Fryxell.. Stockholm: J. Seligmann & K. Libris 22549521. https://runeberg.org/faminhist/
- Bref angående Johan Olof Wallin till Anders Fryxell / utg. af Eva Fryxell. Uppsala. 1909. Libris 3154806